# Michaił Anisin
Michaił Wiaczesławowicz Anisin, ros. Михаил Вячеславович Анисин (ur. 1 marca 1988 w Moskwie) – rosyjski hokeista.
Jego ojciec Wiaczesław Anisin (ur. 1951) także był hokeistą, reprezentantem ZSRR, a matka Irina Czerniajewa (ur. 1955) łyżwiarką figurową (reprezentowała ZSRR na Zimowych Igrzyskach Olimpijskich 1972. Jego siostra Marina (ur. 1975), podobnie jak matka, także została łyżwiarką figurową. Michaił Anisin ze strony matki ma pochodzenie ukraińskie, jest potomkiem kozaków dońskich.

## Kariera
- SDJuSZoR CSKA Moskwa (2004-2005)
- CSKA 2 Moskwa (2004/2007)
- Chimik Woskriesiensk (2005/2006)
- Chimik 2 Woskriesiensk (2005/2006)
- CSKA Moskwa (2006/2007)
- Krylja Sowietow Moskwa (2007/2008)
- Krylja Sowietow 2 Moskwa (2007/2008)
- Sibir Nowosybirsk (2008–2010)
- Siewierstal Czerepowiec (2010)
- Jugra Chanty-Mansyjsk (2010–2011)
- Witiaź Czechow (2011)
- Dinamo Moskwa (2011–2012)
- Siewierstal Czerepowiec (2012–2013)
- Nieftiechimik Niżniekamsk (2013)
- Donbas Donieck (2013)
- HK Soczi (2014-2016)
- Mietałłurg Nowokuźnieck (2016)
- Saryarka Karaganda (2017)
- Dinamo Moskwa (2017-2018)
- HSC Csíkszereda (2018-2019)
- Humo Taszkent (2019-2020)
- IK Guts (2020)
- Iżstal Iżewsk (2020-2021)
- HC 19 Humenné (2021)
- HK Czeboksary (2022)
- Mietałłurg Żłobin (2022-)

Wychowanek CSKA Moskwa. W 2011 zawodnik Witiazia Czechow, następnie grający w Dinamo Moskwa na zasadzie wypożyczenia, po czym podpisał z klubem kontrakt. W grudniu 2012 roku ogłosił strajk po tym, jak władze klubu zamierzały przekazać go do drużyny farmerskiej Dinamo Bałaszycha i postanowił nie uczestniczyć w jej treningach. 17 grudnia klub zwolnił go w trybie dysplinarnym. Za zerwanie umowy zawodnik został obciążony koniecznością zapłaty kwoty 2/3 sumy, jaką otrzymałby do końca wypełnienia kontraktu w kwietniu 2014 roku. W sprawie interwieniowały władze ligi KHL, które celem zażegnania sporu wykupiły prawa sportowe zawodnika od Dinama za kwotę 500 000 dolarów. 31 grudnia 2012 roku nowym Anisin został zawodnikiem Siewierstali Czerepowiec. W maju 2013 podpisał dwuletni kontrakt z Nieftiechimikiem Niżniekamsk. 20 października 2013 został zawodnikiem ukraińskiego klubu Donbas Donieck. W listopadzie został zwolniony dyscyplinarnie (rozwiązanie umowy nastąpiło po incydencie z bójką Anisina z kolegą z drużyny, Serhijem Warłamowem). Od sierpnia 2014 zawodnik HK Soczi. Od sierpnia do końca listopada 2016 zawodnik Mietałłurga Nowokuźnieck. Od stycznia 2017 zawodnik Saryarki Karaganda. Od lipca 2017 zawodnik Dinama Moskwa. Sezon 2018/2019 spędził w rumuńskiej drużynie HSC Csíkszereda. Pod koniec października 2019 został zawodnikiem uzbeckiego zespołu Humo Taszkent. W czerwcu 2020 został graczem szwedzkiego zespołu IK Guts. Pod koniec grudnia 2020 ogłoszono jego transfer do Iżstali Iżewsk. W marcu 2021 przeszedł do HC 19 Humenné. Od stycznia 2022 zawodnik HK Czeboksary. W sierpniu 2022 został zaangażowany przez białoruski Mietałłurg Żłobin.

## Sukcesy
Klubowe
- Złoty medal mistrzostw Rosji / KHL / Puchar Gagarina: 2012 z Dinamem Moskwa

Indywidualne
- Wysszaja Liga 2007/2008:
  - Pierwsze miejsce w klasyfikacji kanadyjskiej: 63 punkty
- KHL (2011/2012):
  - Mecz Gwiazd KHL (pierwsza drużyna gwiazd)
  - Pierwsze miejsce w klasyfikacji strzelców w fazie play-off: 14 goli
  - Pierwsze miejsce w klasyfikacji strzelców zwycięskich goli w fazie play-off: 5 goli
  - Trzecie miejsce w klasyfikacji kanadyjskiej w fazie play-off: 19 punktów
  - Najlepszy napastnik miesiąca - kwiecień 2012
  - Złoty Kask (przyznawany sześciu zawodnikom wybranym do składu gwiazd sezonu)